# Сарбија (Западнопоморска)
Сарбија (пољ. Sarbia), село је у административном округу Колобжег, у Колобжешком повјату, Западно Поморје (Померанија), на сјеверозападу Пољске.
Село се налази око 13 km југозападно од Колобжега и 94 km сјевероисточно од главног града војводства, Шчећина.
Пре 1945. године, подручје је било дио Њемачке.
Село има око 381 становника.